# Notitia Antiochena

La Notitia Antiochena désigne la notitia episcopatuum dont la première rédaction, par le patriarche Anastase Ier d'Antioche, date de 570.